# Мерзлий ґрунт

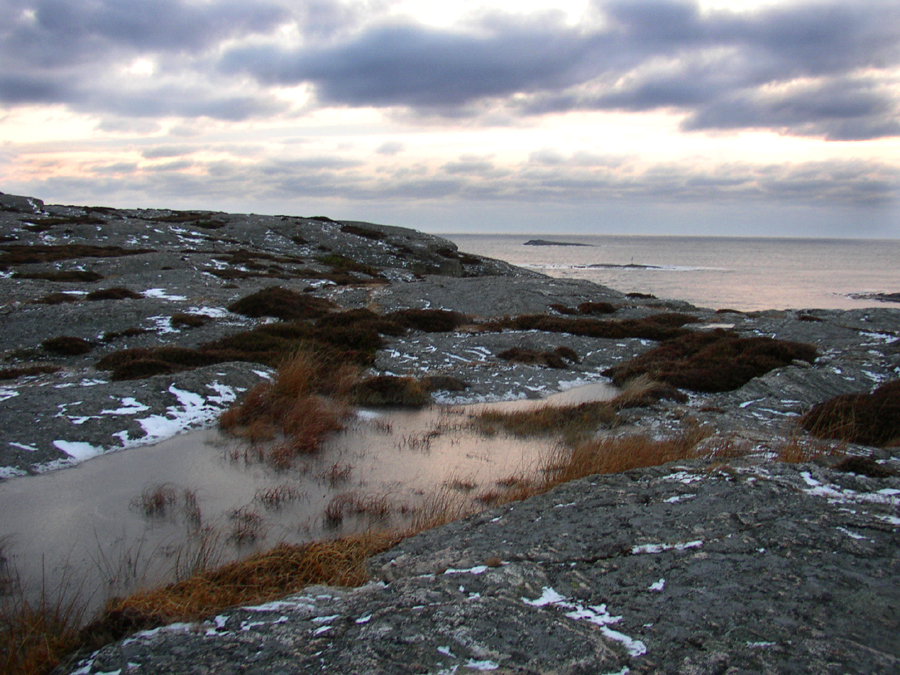
Мерзлий ґрунт на західному узбережжі Швеції.

Мерзлий ґрунт, мерзла порода (англ. frozen rock; нім. gefrorenes Gestein) — порода, що має мінусову температуру і містить у своєму складі лід.

## Загальний опис
Мерзлі породи називають багатолітньомерзлими, якщо в умовах природного залягання вони перебувають у мерзлому стані безперервно (без відтавання) протягом багатьох років. У М.п. (нельодонасичених) містяться тверда (мінеральні і органічні частинки і лід), рідка (незамерзла вода з розчиненими у ній речовинами) і газоподібна (повітря, пари води і гази) фази. У льодонасичених М.п. газоподібна фаза відсутня. Співвідношення фаз залежить від зовн. впливів — тиску і т-ри. Вміст льоду зумовлює льодистість порід. Кріогенна будова М.п. визначається вмістом і просторовим розподілом включень льоду.
В будівельній справі виділяють різновиди М.п.: твердо-мерзлі, пластично-мерзлі, сипучо-мерзлі, морозні породи. При підземній розробці родов. вироблені певні прийоми: шахтні поля розміщують цілком у мерзлих або цілком у немерзлих гірських порід, що дозволяє уніфікувати провітрювання гірничих виробок, а також уникнути проникнення підмерзлотних вод у виробки, пройдені в М.п. Підготовчі і розкривні виробки в М.п. відрізняються стійкістю і часто потребують полегшеного кріплення. Підвищена міцність дозволяє застосовувати найбільш прості і економічні камерні системи розробки. Так звичайно розробляються вугільні, деякі рудні родов. і родов. нерудних буд. матеріалів. Розсипні родов. відпрацьовуються лавами. Застосовується льодозакладка виробленого простору. З метою запобігання відтаванню М.п. навколо виробок іноді використовують теплоізоляцію.
При проведенні гірничих виробок у водоносних породах М.п. одержують штучно — із застосуванням технологій заморожування ґрунтів (порід).
Різновиди мерзлих ґрунтів (згідно з ДСТУ Б В.2.1-2-96) виділяють також за льодистістю за рахунок видимих льодяних включень ii (співвідношення об'єму видимих льодяних включень, що містяться в ньому, та об'єму мерзлого ґрунту) (табл.).
Різновиди природно мерзлих ґрунтів за льодистістю за рахунок видимих льодяних включень

Мерзлі ґрунти поділяють також за температурно-міцнісними властивостями на твердомерзлі, пластичномерзлі та сипучомерзлі. Через наявність льодово-цементних зв'язків за негативних температур ці ґрунти — міцні й малодеформаційні, але за відтавання порового льоду такі зв'язки стрімко руйнуються, що призводить до деформації ґрунтів.